# Семінар Макса Райнгардта

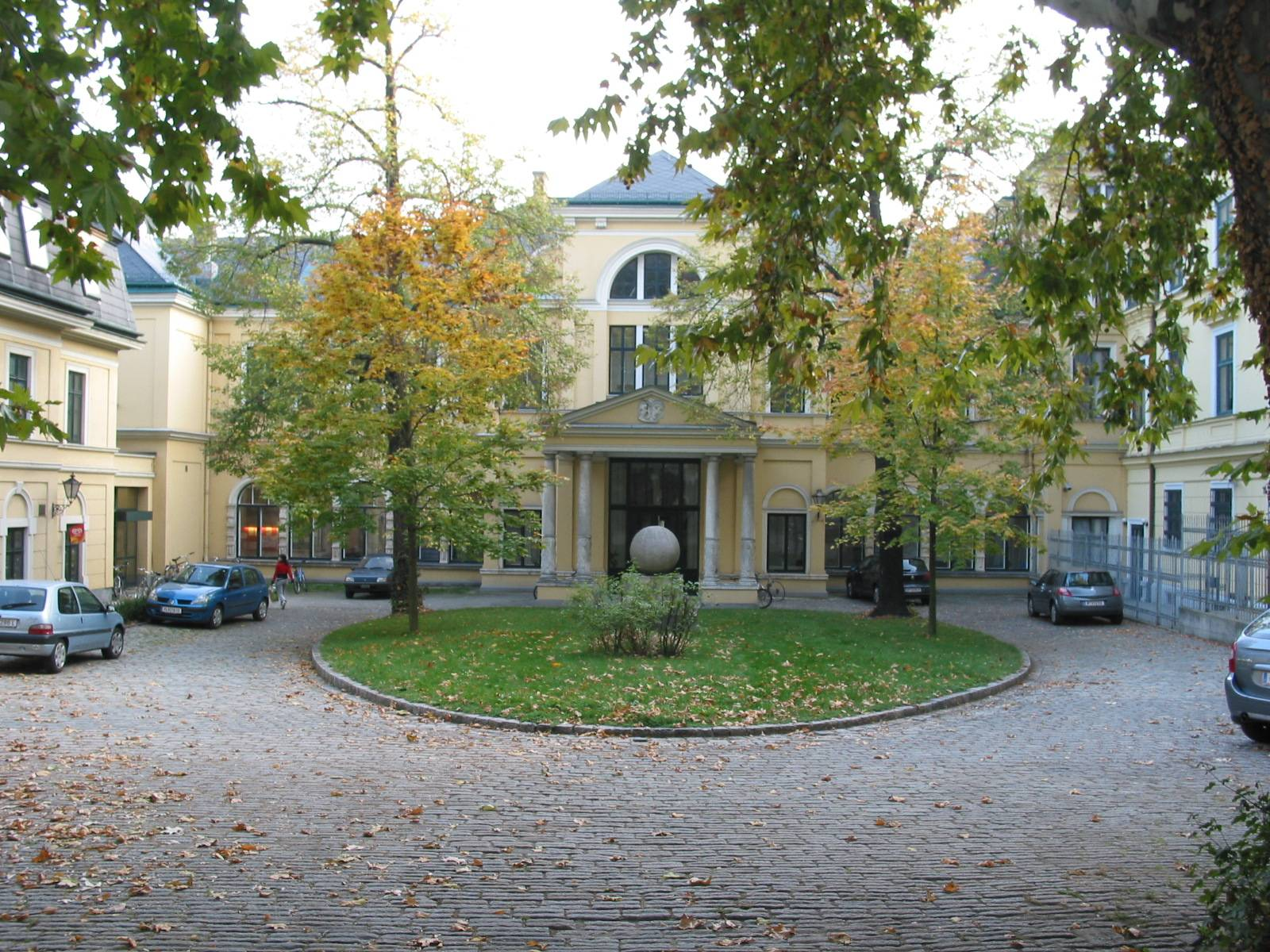
Семінар Рейнхардта в Палац Камберленді

Семінар Макса Рейнхардта — школа драми Університету музики та виконавських мистецтв у Відні, Австрія. Він розташований в Палаці Камберленд, Penzingerstraße 9, в 14-му районі Відня (48°11′21″ пн. ш. 16°18′44″ сх. д. / 48.18917° пн. ш. 16.31222° сх. д.).

## Історія
Lehrgang für Declamation und Mimik (Курс декламації та міміки) існував у Відні з 1852 року, коли в 1929 році Макс Райнхардт отримав дзвінок від Університету музики та виконавських мистецтв створити драматичний семінар. Спочатку цей семінар викладався в імператорському театрі в палаці Шенбрунн та в імперському театрі Шлоснтерн. Після еміграції Рейнхардта в 1937 році семінар переїхав у сусідній Палац Камберленд у 1940 році. З 1948 по 1954 роки семінар керувала Олена Тіміг (вдова Рейнхардта). 

## Навчальна програма
Семінар пропонує чотирирічний курс, який викладають близько 40 професорів, багато з яких найпомітніші актори та режисери, наприклад Карлхайнц Хакл, Хайнер Мюллер, Олег Табаков, Джорджіо Стрелер, Іштван Сабо, Клаус Марія Брандауер. Після другого семестру студенти спеціалізуються на різних галузях акторської майстерності та режисури. Студентські вистави ставлять у Шлосстеатрі.

## Випускники
Відомі в минулому студентів включають в себе згадані актор і кінематографіст: Альфред Абель, Пітер Олександр, Тоніо Аранго, Давид Беннент, Сент Бергер, Марлен Дітріх, Мартін Есслін, OW Фішер, Густав Фроліх, Карлхайнц Хакл, Моніка Блайбтрой, Хенрейд, Крістіану Хёрбігер, Курт Касзнар, Хеді Ламарр, Френсіс Ледерер, Уте Лемпер, Мурнау, Пола Негрі, Ганс Ноєнфельс, Сюзі Ніколетті, Крістін Остермайер, Еріка Плугар, Хельмут Куолтінгер, Лені Ріфеншталь, Отто Шенка, Макс Шрек, Вальтер Шмідінгер, Отто Таусіг, Наджа Культиватор, Конрад Вейдт, Крістоф Вальс, Густав фон Вангенхайм, Ільзе Вернер, Паула Весселі, Рудольф Весселі та Пітер Циннер. 